# Can't Run from Yourself
Can't Run from Yourself è un album in studio della cantante di musica country statunitense Tanya Tucker, pubblicato nel 1992.

## Tracce
1. It's a Little Too Late (Pat Terry, Roger Murrah) – 2:39
2. Can't Run from Yourself (Marshall Chapman) – 4:13
3. Two Sparrows in a Hurricane (Mark Alan Springer) – 4:08
4. Don't Let My Heart Be the Last to Know (Dennis Morgan, Billy Burnette) – 4:17
5. Tell Me About It (Bill LaBounty, Pat McLaughlin) – 3:45 (duetto con Delbert McClinton)
6. I've Learned to Live (Dean Dillon, Frank Dycus) – 3:19
7. What Do They Know (Richard Ross, Donny Kees) – 3:16
8. Rainbow Rider (Bobby Fischer, Charlie Black, Austin Roberts) – 3:35
9. Half the Moon (Hugh Prestwood) – 2:58
10. Danger Ahead (Paul Kennerley) – 3:16